# Ponta das Bicudas
Ponta das Bicudas är en udde i Kap Verde.   Den ligger i kommunen Praia, i den södra delen av landet, 5 km sydost om huvudstaden Praia.
Terrängen inåt land är platt västerut, men åt nordväst är den kuperad. Havet är nära Ponta das Bicudas åt sydost. Närmaste större samhälle är Praia, 4,7 km nordväst om Ponta das Bicudas. 